# Il tallone d'Achille
Il tallone d'Achille o Il tallone di Achille è un film italiano del 1952 diretto da Mario Amendola e Ruggero Maccari.